# Сипатова, Вера Васильевна
Вера Васильевна Сипатова (02.12.1933 — 02.10.1998, Нижний Новгород) — шлифовщица завода «ГАЗ», Герой Социалистического Труда.

## Биография
Родилась в Нижнем Новгороде в семье рабочего. Окончила 8 классов.
С 1949 года работала на Горьковском автомобильном заводе станочницей в моторном цехе № 2. С 1968 г. шлифовщица завода мостов грузовых автомобилей ПО «ГАЗ».
11 марта 1976 года удостоена звания Героя Социалистического Труда — за выдающиеся успехи в выполнении заданий 9-го пятилетнего плана и принятых социалистических обязательств.
Избиралась депутатом и членом Президиума Верховного Совета РСФСР (1980), делегатом съезда КПСС (1981).
Награды: два ордена Ленина (1971, 1976), медали.
Скончалась 2 октября 1998 года. Похоронена на Старом Автозаводском кладбище.